# Goshen (New York)
Goshen is de hoofdplaats van Orange County, New York, Verenigde Staten. Volgens de census van 2000, heeft de plaats 5.676 inwoners en 2.039 huishoudens.

## Bekende inwoners
- Noah Webster, lexicograaf, auteur
- William Seward, Amerikaans politicus

## Externe link

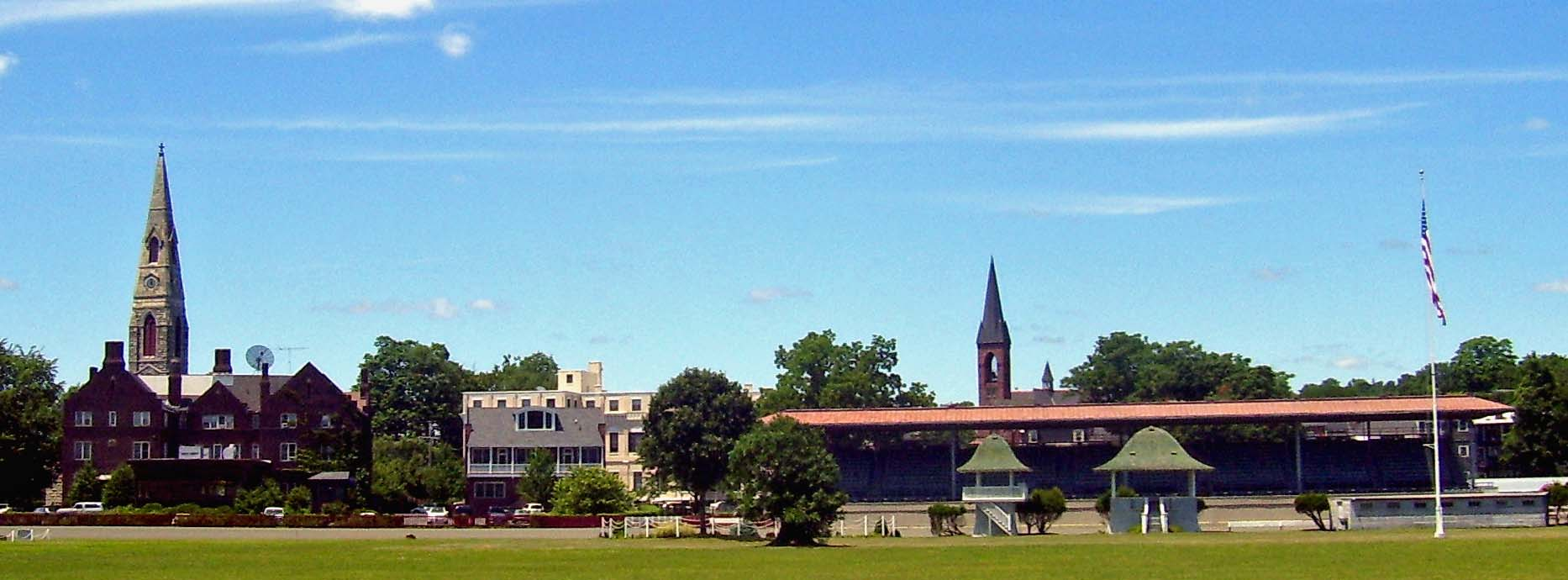
Goshen